# Силилкалий
Силилкалий — неорганическое соединение,
производное моносилана с формулой KSiH3,
бесцветные кристаллы,
реагирует с водой и кислородом воздуха,
устойчив в атмосфере азота.

## Получение
- Реакция раствора в моноглиме моносилана и калия:

{\displaystyle {\mathsf {2SiH_{4}+2K\ {\xrightarrow {}}\ 2KSiH_{3}+H_{2}\uparrow }}}
- Реакция дисилана и калия:

{\displaystyle {\mathsf {Si_{2}H_{6}+2K\ {\xrightarrow {}}\ 2KSiH_{3}}}}

## Физические свойства
Силилкалий образует бесцветные гигроскопичные кристаллы, устойчивые в атмосфере азота.
Растворяется в моноглиме, диглиме, тетрагидрофуране.
Растворы окрашены в жёлтый, зелёный или красно-оранжевый цвет.
Не растворяется в диэтиловом эфире.